# CD Coronel Bolognesi
Coronel Bolognesi is een Peruviaanse voetbalclub uit Tacna. De club is opgericht op 18 oktober 1929 opgericht en speelt in de Copa Perú.

## Erelijst
- Primera División Peruana:

Clausura: 2007
- Copa Perú:

1976, 2001